# Дафнеро
Дафнеро (грч. Δαφνερό) је насељено место у општини Горуша у периферији Западна Македонија, Грчка. Према попису из 2021. године било је 54 становника.
Насеље је 1913. године имало 54 житеља Грка муслимана (Валахади). Дафнеро се налази у области Населица, која је некада била насељена словенским становништвом које је касније хеленизовано. Године 1923. муслиманско становништво је принудно исељено у Турску а на њихово место су насељене 23 грчке избегличке породице (83 особе) и известан број локалних грчких породица. На попису из 1928. године Дафнеро је имао 138 становника. Село се раније звало Вајпес.